# Encyclopedia Dramatica
Die Encyclopedia Dramatica ist ein werbefinanziertes englischsprachiges Satirewiki ähnlich der deutschsprachigen Kamelopedia, Stupidedia oder Uncyclopedia. Der Artikelschwerpunkt liegt auf Netzkultur, Netzsprache, speziell der Ethnologie der Imageboards und deren Meme sowie Drama bzw. Sensationen und dramatisch medial ausgeschlachteten menschlichen Schicksalen. Die Inhalte der Encyclopaedia Dramatica sind für Erwachsene entworfen, da sie zahlreiche Artikel über Schockerseiten und pornographische Inhalte enthalten.

## Geschichte

### Vorgeschichte
Die Gründerin der Encyclopedia Dramatica, Sherrod DeGrippo, bekannt als Girlvinyl, war seit 2000 auf der Blogging‐Website LiveJournal aktiv. Sie wurde bald auf vielzählige Streitereien und sonstiges exzentrisches Benehmen der LiveJournal‐Nutzer aufmerksam, deren Verhalten und Persönlichkeiten sie faszinierend fand. Deshalb wurde sie ein Teil der im Juni 2002 gegründeten LiveJournal‐Community LJDrama, die die Persönlichkeiten der Seite und ihre Geschichten dokumentierte und sie trollte. Im September 2002 sperrte LiveJournal die Gruppe, die daraufhin zu einer eigenen Website wechselte.
Eines der wichtigsten Ziele der Gruppe war Joshua Williams, auf der Seite bekannt als Mediacrat, dessen Trennung von einem anderen LiveJournal‐Nutzer im Sommer 2004 zu großen Spannungen auf der Seite führt. Unter anderem wurden intime Fotos von Williams verbreitet. LJDrama beteiligte sich in großem Maße an diesen Geschehnissen. Williams empfand die Vorgänge als Belästigung, drohte mit rechtlichen Konsequenzen und reiste nach Portland, um mit der Administration von LiveJournal zu sprechen.
Die LJDrama‐Community schrieb daraufhin einen Wikipedia‐Artikel über Williams zur zeitüberdauernden Dokumentation, welcher jedoch bald gelöscht wurde. Um diesem und ähnlichen Artikeln trotzdem eine Plattform bieten zu können, gründete DeGrippo im Dezember 2004 die Encyclopedia Dramatica unter der Webadresse encyclopediadramatica.com.

### Erste Seite
Die Seite, die zu Anfang nur eine Erweiterung von LJDrama war, wuchs bald zu einer allgemeinen, humoristischen Enzyklopädie über Internetkultur und ‐Geschehnisse heran, die sehr darauf aus war Leser zu schockieren.
DeGrippo wurde mit der Zeit immer weniger aktiv und überließ die Administration Anderen.
Am 15. April 2011 machte DeGrippo die Webadresse von Encyclopedia Dramatica zu einer Weiterleitung zu ohinternet.com, einer neuen Seite, die Memes und Internetkultur ohne Schockbilder und sonstige Obszönitäten dokumentieren sollte.
Als Gründe für diesen Schritt gab DeGrippo an, Encyclopedia Dramatica habe sich zu weit von seinen Wurzeln entfernt und Schockhumor sei alt geworden.
Die Encyclopedia‐Dramatica‐Community kritisierte DeGrippo massiv und warf ihr vor, einen Klon von Know Your Meme ohne eigenen Reiz geschaffen zu haben.
Verschiedene Nutzer der Enzyklopädie versuchten daraufhin, über archivierte Webseiten und Webcaches in einer Operation Restoration genannten Aktion so viel wie möglich von der alten Seite zu retten und zu spiegeln.
Ein Großteil der Inhalte der alten Encyclopedia Dramatica konnte schließlich auf encyclopediadramatica.ch, einer von Ryan Cleary betriebenen Seite, gespiegelt werden.
Am 22. Juli 2011 ging Encyclopedia Dramatica wieder vollends online.

### Zweite Seite
Am 21. Juni 2011 wurde Ryan Cleary im Zusammenhang mit den LulzSec‐Hacks festgenommen. Die Operation der Seite übernahm daraufhin Garret Moore. Diesem folgte bald Brian Zaiger. Zaiger wurde im Februar 2018 durch Joseph Evers ersetzt.

## Inhalte
Die Website wird als „online compendium of troll humor and lore“ (etwa: Online-Lehrbuch über Troll-Humor und überliefertes Wissen) bezeichnet. Ein besonderer Themenschwerpunkt sind dabei Netzkultur und Internetphänomene, aber auch klassische Themen einer Enzyklopädie wie historische Ereignisse, Länder, Religionen und Kulturen werden satirisch aufgearbeitet behandelt. Dabei kommt vor allem kontroverser, schwarzer Humor zum Einsatz und es werden in hohem Maße stark überzeichnete rassistische und kulturelle Stereotypen aufgegriffen. So werden Muslime als Terroristen, Juden als geldgierige Zionisten und Frauen als den Männern in jeder Hinsicht unterlegene Sexobjekte bezeichnet.
Solche potentiell beleidigenden, verletzenden oder schockierenden Inhalte sind dabei ein zentraler Aspekt, da ihre humoristische Wirkung mitunter aus der Schadenfreude über wütende Reaktionen erboster Leser resultiert. Das Motto der Seite, „in lulz we trust“, ist eine Verballhornung des offiziellen Wahlspruches der USA, „In God we trust“, und bedeutet übersetzt etwa „auf Schadenfreude vertrauen wir“. Auf die Spitze getrieben wird dies durch einen Hinweis in besonders kontroversen Artikeln, in dem Benutzer, die sich von den Inhalten verletzt oder beleidigt fühlen, dazu aufgefordert werden, einem speziellen Link zu folgen. Dabei handelt es sich jedoch nur um einen weiteren Streich. Den Benutzer erwartet nicht etwa ein Beschwerdeformular, sondern eine seitenlange Ansammlung von schockierenden und pornografischen Bildern.
Die konzentrierte Aufarbeitung der Internetkultur führte zur Bezeichnung als the oracle of internet memes. Aufgrund ihrer thematischen Schwerpunkte hat sich 'Encyclopedia Dramatica' Anerkennung in der Beschreibung von Internetphänomenen erworben und wird von zahlreichen Medien referenziert.
Am 16. Dezember 2008 gewann die Encyclopedia Dramatica den Mashable OPEN WEB AWARDS: People’s Choice Winners in der Kategorie bestes Wiki.
MSN-News zitiert die Satire einer Selbstwahrnehmung mit den Worten: Wikipedia is a Massively Multiplayer Online Role-Playing Game (MMORPG) in which participants play editors of a hypothetical online encyclopedia … a fairly obvious rip-off from Encyclopedia Dramatica. (deutsch: Wikipedia ist ein Massively Multiplayer Online Role-Playing Game (MMORPG), in dem die Teilnehmer Autoren einer hypothetischen Online-Enzyklopädie spielen … ein offensichtlich billiger Ideenklau von Encyclopedia Dramatica). Die New York Times kommentiert die ED knapp als Wikipedia anti-fansite. Die Times weist in einem Artikel auf die Bedeutung der ED neben 4chan auf Netzkultur und die Anonymous-Bewegung hin.

## URLs
Seit dem 15. April 2011 wurde man von der ursprünglichen Seite encyclopediadramatica.com zu ohinternet.com weitergeleitet. Nach encyclopediadramatica.ch und encyclopediadramatica.se (ab dem 21. März 2012) lautete die URL seit dem 18. September 2013 encyclopediadramatica.es, ab dem 6. Oktober 2014 wieder encyclopediadramatica.se. Seit 2017 lautet die URL encyclopediadramatica.rs. Am 7. Oktober 2019 wechselte die Domain erneut zu encyclopediadramatica.se.

## Abspaltung von .online
Seit Mitte Januar 2020 war die ED wieder offline. Unter der URL encyclopediadramatica.wiki wurde sie im März wieder eröffnet. Dennoch gab es häufige und langwierige Downtimes der Encyclopedia Dramatica im Verlauf von 2020. Im Dezember ging eine weitere Instanz der ED unter encyclopediadramatica.online online, die sich von encyclopediadramatica.wiki distanziert. Als Grund für die Abspaltung werden Unzufriedenheiten mit dem Betreiber von .wiki und den häufigen Downtimes genannt.